# Immobilisierung (Biotechnologie)
Die räumliche Fixierung von Bakterien, Zellen oder Enzymen in Gelpartikeln, Kapseln oder auch in umgrenzten Reaktionsräumen heißt Immobilisierung. Die Immobilisierung führt zu einer Verlagerung der katalytischen Aktivität von submikroskopisch und mikroskopisch kleinen Einheiten in makroskopisch fassbare Partikeln, um eine Rückhaltung zu erreichen.

## Methoden
In der Literatur sind verschiedene Methoden der Immobilisierung beschrieben worden. Das einfachste Verfahren ist die Adsorption bei ausreichender Affinität der Stoffe zueinander. Da adsorbierte Moleküle jedoch einer ständigen Auswaschung unterliegen, werden meist andere Methoden verwendet. Diese lassen sich in verschiedenen Gruppen von Verfahren einteilen:
1. Kovalente Bindung an die Oberfläche eines Trägers,
2. Quervernetzung,
3. Membranabtrennung und
4. Einschlussimmobilisierung.

### Bindung an eine Oberfläche
Die einfachste Form der Immobilisierung ist die Bindung eines Biokatalysators an einen Träger. Die Adsorption bzw. das Aufwachsen auf den Träger ist zwar sehr schonend für den Biokatalysator, jedoch ist diese Form der Immobilisierung nicht für alle Katalysatoren geeignet und die Bindung oft nur recht schwach, was in einem kontinuierlichen Verlust des immobilisierten Moleküls durch Auswaschen resultiert. Ähnliches gilt für die ionische Bindung. Durch eine kovalente Bindung wird zwar eine stabilere Anknüpfung erreicht, doch kann es zu einer Beeinträchtigung der Enzymaktivität des Biokatalysators kommen. Durch Verwendung sehr poröser Materialien lässt sich eine große, für eine Bindung verfügbare Oberfläche erreichen. Allerdings sind die weiter im Inneren liegenden Biokatalysatoren aufgrund der niedrigeren Diffusion häufig schlechter mit Substraten versorgt.

### Quervernetzung
Durch Quervernetzung werden ebenfalls vergrößerte Partikel mit hoher katalytischer Aktivität hergestellt. Entweder wird der Biokatalysator direkt mit sich selbst quervernetzt (englisch crosslinking) oder aber über einen geeigneten Träger (co-crosslinking). Diese Methode ist ungeeignet für lebende Zellen und wird fast ausschließlich für die Immobilisierung von Enzymen oder abgetöteten Zellen mit intaktem Enzymsystem eingesetzt. Auch hier ist eine Schädigung der enzymatischen Aktivität nicht auszuschließen. Diese Methode birgt jedoch den Vorteil der erhöhten Stabilität des Immobilisats, oftmals ohne Abfall der Aktivität.

### Membranabtrennung
Bei der Membranabtrennung wird der Biokatalysator von einer Membran umhüllt. Zu diesen Immobilisierungsmethoden gehören so unterschiedliche Verfahren wie Membranreaktoren oder Hohlkugeln. Bei Membranreaktoren werden die Zellen in freier Form in einem mehr oder weniger großen Reaktionsvolumen zurückgehalten und gegebenenfalls aufkonzentriert. Dieses Verfahren ist sehr schonend, da es den Biokatalysator in seiner gewohnten suspendierten Form belässt. Jedoch bedeuten diese Membranreaktoren häufig einen hohen apparativen Aufwand, sind damit kostspielig und meist nur für hochwertige Anwendungen geeignet.

### Einschlussimmobilisierung
Bei der Einschlussimmobilisierung werden Biokatalysatoren in eine Matrix eingebettet, die einen Zutritt von Substraten und das Abfließen der gebildeten Produkte zulässt. Verschiedene Formen der entstehenden Partikel sind denkbar. Die Form wird bestimmt durch die Erfordernisse der späteren Anwendung sowie die mit dem gewünschten Material mögliche Art der Formgebung. Die mit Abstand häufigste Form ist die Kugelform, die durch verschiedene Verfahren erzeugt werden kann. Mögliche Verfahren hierfür sind Abtropfverfahren (mit und ohne seitlichem Abblasstrom), Vibrationsverfahren sowie das Strahlschneiderverfahren.